# Opération Kahuta
 (juin 2024).
Projet 706 (en)
L'opération Kahuta fait référence à un complot d'Israël et de l'Inde visant à détruire les installations nucléaires pakistanaises de Kahuta dans les années 1980 afin d'empêcher le Pakistan de se procurer des armes nucléaires. La frappe est interrompue en raison de la pression américaine sur Israël. Cependant, un combat aérien entre avions pakistanais et israéliens a lieu.

## Contexte
Le Pakistan a une histoire de relations tendues avec Israël. L'armée de l'air pakistanaise (PAF) envoie un groupe de ses pilotes de chasse engager les Israéliens au combat pendant la guerre des Six Jours de 1967 et lors de la guerre du Kippour en 1973, renforçant ainsi grandement les armées arabes qui subissent des défaites répétées face aux forces de défense israéliennes. Un pilote de chasse pakistanais, Saiful Azam (en), abat au moins quatre avions de combat israéliens pendant la guerre des Six Jours. Après la guerre du Kippour, le Pakistan et l'organisation de libération de la Palestine (OLP) signent un accord pour la formation des officiers de l'OLP dans les institutions militaires pakistanaises. Pendant la guerre Israël-Liban de 1982, des volontaires pakistanais irréguliers servent dans l'OLP et 50 d'entre eux sont faits prisonniers pendant le siège de Beyrouth.
En 1981, l'opération Opéra lancée par Israël contre les installations nucléaires en Irak, qui conduit à la destruction du programme nucléaire irakien, sonne l'alarme au Pakistan quant à la possibilité qu'Israël tente une attaque similaire sur Kahuta.

## Plan et préparatifs

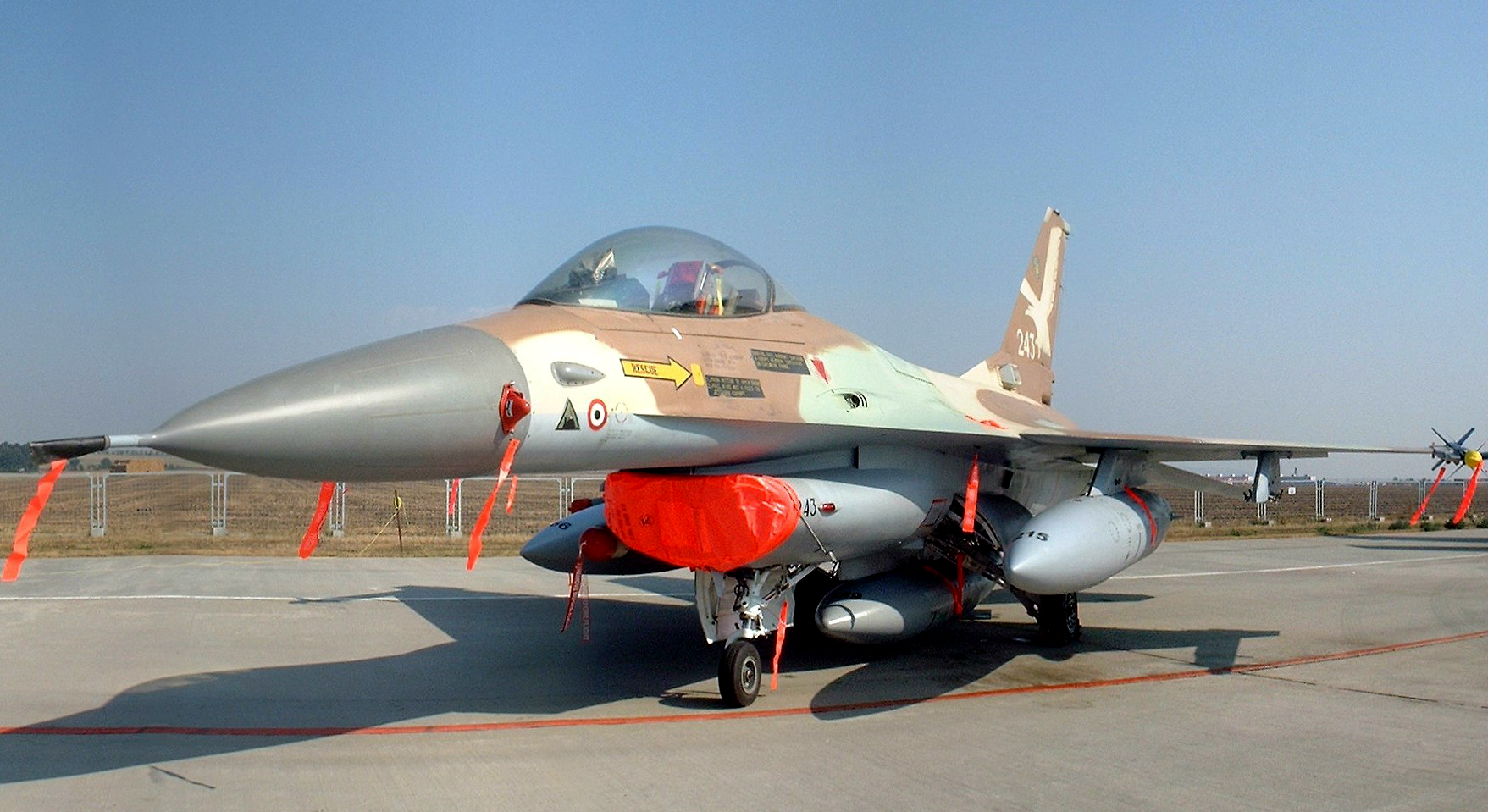
F-16A de l'armée de l'air israélienne.

Dans les années 1980, Israël planifie une éventuelle attaque contre les installations nucléaires du Pakistan avec une éventuelle aide indienne,,, qui rappelle l'attaque israélienne précédemment menée contre un réacteur nucléaire irakien en 1981. En 1981, trois sociétés d'ingénierie ouest-allemandes sont la cible d'attentats à la bombe et plusieurs autres reçoivent des appels téléphoniques de menaces, prétendument émanant des services secrets israéliens. Toutes ces sociétés sont soupçonnées de vendre des technologies à double usage au Pakistan pour les utiliser dans leur programme d'armes nucléaires. À l'aide d'images satellite et d'informations de renseignement, Israël aurait construit une maquette grandeur nature de l'installation nucléaire de Kahuta, dans la région désertique du Néguev, où les pilotes israéliens des escadrons de F-16 et de F-15 pratiquent des simulations d'attaques.
Le plan est que l'armée de l'air israélienne (IAF) lance une attaque aérienne contre l'installation nucléaire pakistanaise de Kahuta au milieu des années 1980 depuis un aérodrome de Jamnagar, dans le Gujarat, en Inde. Les chasseurs-bombardiers israéliens F-16 escortés par des avions de supériorité aérienne F-15 décollent également de la base aérienne d'Udhampur (en) dans le Cachemire sous administration indienne, puis volent à basse altitude au-dessus de l'Himalaya pour éviter une détection radar précoce avant d'attaquer la centrifugeuse d'enrichissement d'uranium pakistanaise dans le complexe de Kahuta, dans le district de Rawalpindi, puis volent vers l'ouest, hors de l'espace aérien pakistanais et retournent à la base d'origine en évitant les RBS 70 MOPAD et l'armée de l'air pakistanaise. En mars 1984, la première ministre Indira Gandhi approuve l'opération menée par Israël qui amène l'Inde, le Pakistan et Israël à un cheveu d'une conflagration nucléaire. Le plan israélien rencontre la désapprobation de certains responsables indiens, au motif qu'Israël ne subira pas de conséquences majeures après l'attaque tandis que l'Inde sera sûrement confrontée à des représailles à grande échelle, peut-être nucléaires, de la part du Pakistan pour son implication dans l'attaque israélienne.
Des responsables militaires indiens se rendent également en Israël en février 1983 pour se procurer du matériel capable de neutraliser les défenses aériennes de Kahuta. Les responsables indiens, excepté le Mossad, entament également une collaboration avec le Shin Bet.

## Réponse pakistanaise

### Réponse militaire

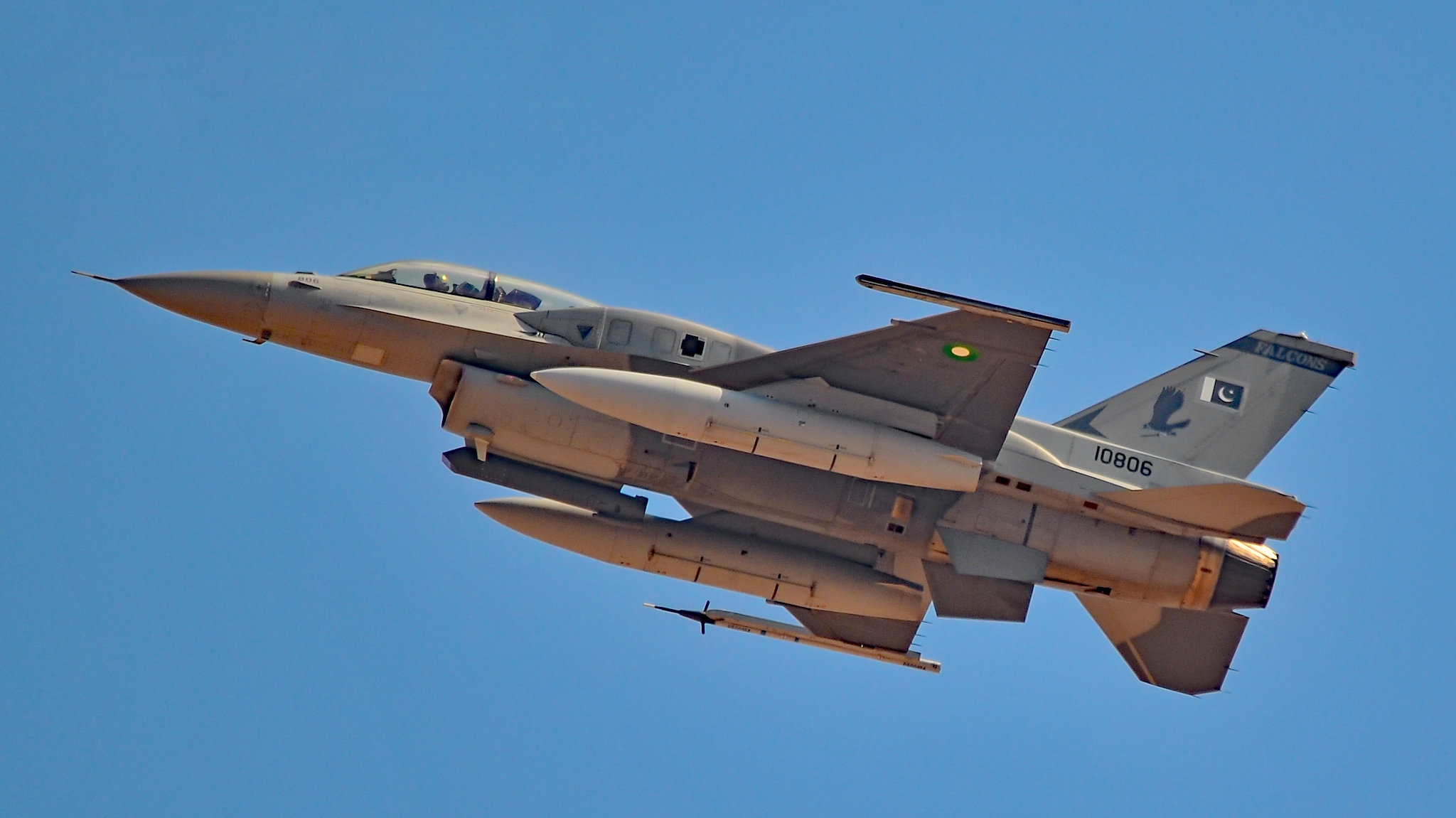
Un F-16D Falcon de l'armée de l'air pakistanaise.

L'Inter-Services Intelligence (ISI) apprend la collaboration entre le Mossad et la Research and Analysis Wing (RAW) sur le plan d'attaque de Kahuta. Le MI (en) et le renseignement aérien (AI) du Pakistan apprennent la tentative d'opération israélienne lorsque les avions de combat de l'armée de l'air israélienne survolent près de la frontière nord du Pakistan. La PAF répond immédiatement et des patrouilles aériennes de combat sont lancées, l'espace aérien de Kahuta étant déclaré zone de non-vol.
ACM Shamim déclare au général Zia-ul-Haq que, dans l'état actuel de la PAF, "les avions indiens pourraient atteindre la zone en trois minutes alors que la PAF prendrait huit minutes, permettant aux indiens d'attaquer les installations et de revenir avant que la PAF puisse se défendre ou user de représailles". Du fait que Kahuta soit proche de la frontière indienne, un consensus est atteint reconnaissant que la meilleure façon de dissuader une éventuelle attaque indienne serait de se procurer de nouveaux combattants et de nouveaux armements avancés. Ceux-ci pourraient être utilisés pour organiser une attaque de représailles contre les installations de recherche nucléaire indiennes à Trombay (en) en cas d'attaque indienne sur Kahuta. Il est décidé que l'avion le plus approprié serait le F-16 Fighting Falcon, que les États-Unis acceptent finalement de fournir après que la PAF ait refusé d'acheter le F-5. En 1983, lorsque le premier lot de F-16 arrive au Pakistan, ACM Shamim informe Zia de la capacité croissante de la PAF à répondre efficacement à une attaque contre les installations de recherche nucléaire de Kahuta,.
Les avions de l'escadron agresseur de la PAF appartenant au 11e Escadron Arrows interceptent les avions de l'IAF et réussissent à verrouiller un missile sur l'un des avions israéliens. Les avions israéliens se retirent ensuite.

### Réponse diplomatique
Le secrétaire à la science et à la technologie du Pakistan déclare à son homologue indien que si l'Inde mène à bien l'opération, elle sera confrontée à de graves destructions. Le délégué indien répond : "Non, frère, nous connaissons vos capacités et nous n'entreprendrons pas une telle mission".
La Commission pakistanaise de l'énergie atomique déclare au Centre de recherche atomique de Bhabha : "Islamabad attaquerait Bombay si Kahuta était attaquée".

## Avortement de l'opération
Le plan est finalement découragé en raison de l'ingérence américaine contre l'opération et par crainte d'une quatrième guerre indo-pakistanaise déclenchée à la suite de cette opération, et est abandonné indéfiniment après l'assassinat d'Indira Gandhi en 1984. Un plan est présenté par les israéliens en 1985, mais le gouvernement indien refuse de s'y conformer.
Un article publié dans le système de l'Air University de l'US Air Force (l'Inde contrecarre la destruction par Israël de la "bombe islamique" du Pakistan) confirme également l'existence de ce plan. Il déclare que "l'intérêt israélien à détruire le réacteur pakistanais de Kahuta pour saborder la "bombe islamique" est bloqué par le refus de l'Inde d'accorder des droits d'atterrissage et de ravitaillement aux avions de guerre israéliens en 1982." Le refus de l'Inde de coopérer contraint Israël, qui de son côté souhaite que l'attaque soit une frappe conjointe indo-israélienne pour éviter d'être tenu pour seul responsable, à abandonner le plan avant d'accepter en 1984.

## Deuxième tentative présumée
Des avions F-16 israéliens seraient repérés à deux reprises dans l'espace aérien pakistanais quelques jours avant les essais nucléaires de 1998. Le Pakistan est tellement alarmé par cette observation que son ambassadeur auprès de l'ONU, Ahmed Kamal, tient une réunion d'urgence avec le secrétaire général de l'ONU, Kofi Annan, pour demander à la communauté internationale de l'assurer qu'une attaque n'est pas imminente.

## Conséquences
En 1998, le Pakistan mène avec succès sa première série d'essais nucléaires quelques jours après l'Inde, et le premier ministre pakistanais Nawaz Sharif envoie un courrier secret à son homologue israélien Benyamin Netanyahou, assurant à Israël que le Pakistan ne partagera pas sa technologie nucléaire avec l'Iran pour l'aider dans leur programme nucléaire et en 2001, l'ISI pakistanais transmet des renseignements sur les ambitions nucléaires de l'Iran et de la Libye (en), dont le programme aurait bénéficié de l'aide de scientifiques pakistanais.

## Dans la culture populaire
La série indienne Netflix Mission Majnu (en) raconte l'histoire d'un agent indien de RAW à Kahuta qui découvre le plan israélien et joue un rôle essentiel dans l'annulation de la frappe aérienne avant d'être découvert comme agent de RAW par l'ISI et tué.